# Periptyctus kosciuszko
Periptyctus kosciuszko is een keversoort uit de familie molmkogeltjes (Corylophidae). De wetenschappelijke naam van de soort werd in 2002 gepubliceerd door Tomaszewska & Slipinski.